# Boolgum
 (octobre 2020).
Boolgum est un moteur de recherche francophone sur le Web.
Créé en 2004 par la société Fbtech, il fournissait les résultats de Yahoo!. Il a été baptisé en référence aux opérateurs booléens.
Il intégrait un dictionnaire des synonymes.
En 2020, la page d'accueil existe toujours et comporte cette description: "Boolgum est un moteur de recherche francophone utilisant la technologie de Google."
Mais la recherche ne fonctionne plus.